# Mestaruussarja 1945-1946
Il Campionato finlandese 1945-1946 fu la trentasettesima edizione della massima serie del campionato finlandese di calcio. Il titolo di campione di Finlandia venne assegnato con uno spareggio tra la vincitrice del campionato organizzato dalla SPL e la vincitrice del campionato organizzato dalla Suomen Työväen Urheiluliitto (TUL) e venne assegnato al VIFK.

## Campionato SPL

### Squadre partecipanti
| Club       | Città     | Stagione 1945                       |
| ---------- | --------- | ----------------------------------- |
| HPS        | Helsinki  | 3º posto in Mestaruussarja gruppo B |
| IF Drott   | Jakobstad | 4º posto in Mestaruussarja gruppo A |
| KIF        | Helsinki  | 4º posto in Mestaruussarja gruppo B |
| KPT Kuopio | Kuopio    | 2º posto in Mestaruussarja gruppo B |
| Sudet      | Helsinki  | 2º posto in Mestaruussarja gruppo A |
| TPS        | Turku     | 1º posto in Mestaruussarja gruppo A |
| VIFK       | Vaasa     | 1º posto in Mestaruussarja gruppo B |
| VPS        | Vaasa     | 3º posto in Mestaruussarja gruppo A |

### Classifica finale
|  | Pos. | Squadra    | Pt | G  | V  | N | P  | GF | GS | DR  |
|  | ---- | ---------- | -- | -- | -- | - | -- | -- | -- | --- |
|  | 1.   | VIFK       | 22 | 14 | 10 | 2 | 2  | 46 | 18 | +28 |
|  | 2.   | TPS        | 18 | 14 | 8  | 2 | 4  | 40 | 22 | +18 |
|  | 3.   | VPS        | 18 | 14 | 8  | 2 | 4  | 27 | 16 | +11 |
|  | 4.   | HPS        | 17 | 14 | 7  | 3 | 4  | 23 | 11 | +12 |
|  | 5.   | KIF        | 15 | 14 | 6  | 3 | 5  | 25 | 32 | -7  |
|  | 6.   | Sudet      | 12 | 14 | 5  | 2 | 7  | 36 | 29 | +7  |
|  | 7.   | KPT Kuopio | 9  | 14 | 3  | 3 | 8  | 18 | 33 | -15 |
|  | 8.   | IF Drott   | 1  | 14 | 0  | 1 | 13 | 16 | 70 | -54 |

Legenda:
      Ammessa alla finale per il titolo
      Retrocesse in Suomensarja
Note:
Due punti a vittoria, uno a pareggio, zero a sconfitta.

## Finale per il titolo
La finale per il titolo di campione di Finlandia si disputò tra la vincitrice del campionato SPL (il VIFK) e la vincitrice del campionato TUL (il TPV).
|      | Risultati |      | Luogo e data |
| ---- | --------- | ---- | ------------ |
| TPV  | 2-5       | VIFK |              |
| VIFK | 0-1       | TPV  |              |
| VIFK | 5-1       | TPV  |              |
|      |           |      |              |